# Emmy Clarke
Emmy Clarke, de vrai nom Mary Elizabeth Clarke, est une actrice américaine née le 25 septembre 1991 à Mineola (New York). Elle est connue pour le rôle de Julie Teeger, fille de Natalie Teeger (interprétée par Traylor Howard) dans la série télévisée Monk. Emmy interprète aussi le rôle de Grace Arbus dans Fur, film de Steven Shainberg et également le rôle de Aimée dans My House in Umbria, film réalisé par Richard Loncraine.

## Filmographie

### Cinéma

#### Court métrage
- 2010 : Capture the Flag de Lisanne Skyler : Liz Shanlick

#### Long métrage
- 2006 : Fur : Un portrait imaginaire de Diane Arbus (Fur: An Imaginary Portrait of Diane Arbus) de Steven Shainberg : Grace Arbus
- 2014 : Trouble Dolls de Jennifer Prediger et Jess Weixler : Brie

### Télévision

#### Téléfilm
- 2004 : My House in Umbria de Richard Loncraine : Aimée

#### Série télévise
- 2004 - 2009 : Monk (24 épisodes) : Julie Teeger
- 2010 : The Line : Jessie Donovan